# Campionato di calcio della Repubblica Socialista Sovietica d'Estonia 1973
Il Campionato di calcio della Repubblica Socialista Sovietica d'Estonia 1973 era la massima divisione del campionato estone ed era un campionato regionale sovietico. La vittoria finale andò al Kreenholm Narva che vinse il primo titolo della sua storia.

## Formula
Era formato da dodici squadre: ogni formazione si incontrava le altre in gironi di andata e ritorno, per un totale di 22 incontri. Erano previsti due punti per la vittoria e uno per il pareggio.

## Classifica finale
|    | Classifica finale   | G  | V  | N | P  | GF | GS | Dif | Pt |
| -- | ------------------- | -- | -- | - | -- | -- | -- | --- | -- |
| 1  | Kreenholm Narva     | 22 | 13 | 8 | 1  | 45 | 12 | +33 | 34 |
| 2  | Dünamo Kopli        | 22 | 12 | 7 | 3  | 47 | 23 | +24 | 31 |
| 3  | Tempo Tallinn       | 22 | 12 | 4 | 6  | 33 | 27 | +6  | 28 |
| 4  | Baltika Narva       | 22 | 9  | 6 | 7  | 35 | 29 | +6  | 24 |
| 5  | Kalev Sillamäe      | 22 | 9  | 3 | 10 | 25 | 29 | -4  | 21 |
| 6  | Norma Tallinn       | 22 | 6  | 9 | 7  | 22 | 28 | -6  | 21 |
| 7  | Kalev Pärnu         | 22 | 7  | 6 | 9  | 32 | 41 | -9  | 20 |
| 8  | Tekstiil Tallinn    | 22 | 5  | 9 | 8  | 16 | 24 | -8  | 19 |
| 9  | Keemik Kohtla-Järve | 22 | 5  | 8 | 9  | 19 | 23 | -4  | 18 |
| 10 | RT Tartu            | 22 | 6  | 6 | 10 | 20 | 26 | -6  | 18 |
| 11 | Start Tallinn       | 22 | 5  | 7 | 10 | 30 | 35 | -5  | 17 |
| 12 | Dvigatel Tallinn    | 22 | 5  | 3 | 14 | 24 | 51 | -27 | 13 |

G = Partite giocate; V = Vittorie; N = Nulle/Pareggi; P = Perse; GF = Goal fatti; GS = Goal subiti; Dif = differenza reti; 